# Света Троица (Смолари)
Вижте пояснителната страница за други значения на Света Троица.
„Света Троица“ (на македонска литературна норма: „Света Троица“) е възрожденска православна църква в струмишкото село Смолари, Северна Македония. Част е от Струмишката епархия на Македонската православна църква – Охридска архиепископия.

## История
Храмът е построен в 1870 година.

## Архитектура
В архитектурно отношение е трикорабна псевдобазилика с равен таван на трите кораба. Трите кораба са разделени с пет двойки колони. Капителите са обърнат пресечен конус.
От юг и запад има открит трем. На запад е пристроена камбанария. Апсидата на изток е единична, неразчленена и без декорация. Прозорците са с полукръгли арки (окулуси), а на източната фасада има кръгла мандорла.
Във вътрешността стълбовете, разделящи трите кораба са изписани със спирални ленти в синьо, охра и бордо.

## Иконопис
В 1897 година в храма работи струмишкият зограф Григорий Пецанов. На западната врата на храма има надпис: „Изобразисѧ сей бжественій храмъ стыѧ трцы во времето на свѧщникъ Пантелиѧ и на феткио епитропъ дедо Митре Теповъ, купно съ новый епитропъ Келю Теновъ и сосъ настоѧтелите и надзирателите черковни г-да Раггелъ Гѡоргиевъ Геѡрге Стоиловъ, въ лѣто 1897 год. Въ месецъ аѵгустъ 9-ый чресъ руки на зографа Григорїа Пецановічъ ѿ градъ Струмица сос настоѧніето же на кмета Андонъ Манчовъ“.
На западната фасада Пецанов е изписал композицията „Страшният съд“, която обаче е значително повредена от времето. Сходно решение Пецанов прилага и в „Свети Димитър“ в Градец.